# جمال بن العمري
جمال الدين بن العمري (من مواليد 25 ديسمبر 1989)، لاعب كرة قدم جزائري محترف لعب سابقاً في المنتخب الجزائري.

## الإنجازات

### الأندية
وفاق سطيف
- كأس السوبر الجزائري (1) : 2015

### المنتخب
منتخب الجزائر
- كأس أمم افريقيا (1) : 2019[5]
- كأس العرب (1) : 2021

## وصلات خارجية
- جمال بن العمري على موقع إي إس بي إن إف سي (الإنجليزية)
- جمال بن العمري على موقع قاعدة بيانات كرة القدم.إي يو (الإنجليزية)
- جمال بن العمري على موقع ليكيب (الفرنسية)
- جمال بن العمري على موقع ناشيونال فوتبول تيمز (الإنجليزية)
- جمال بن العمري على موقع Soccerbase.com (لاعب) (الإنجليزية)
- جمال بن العمري على موقع Soccerway.com (الإنجليزية)
- جمال بن العمري على موقع عالم كرة القدم.نت (الإنجليزية)
- جمال بن العمري على موقع كووورة
- جمال بن العمري على موقع AS.com (الإسبانية)